# Église Notre-Dame du Týn

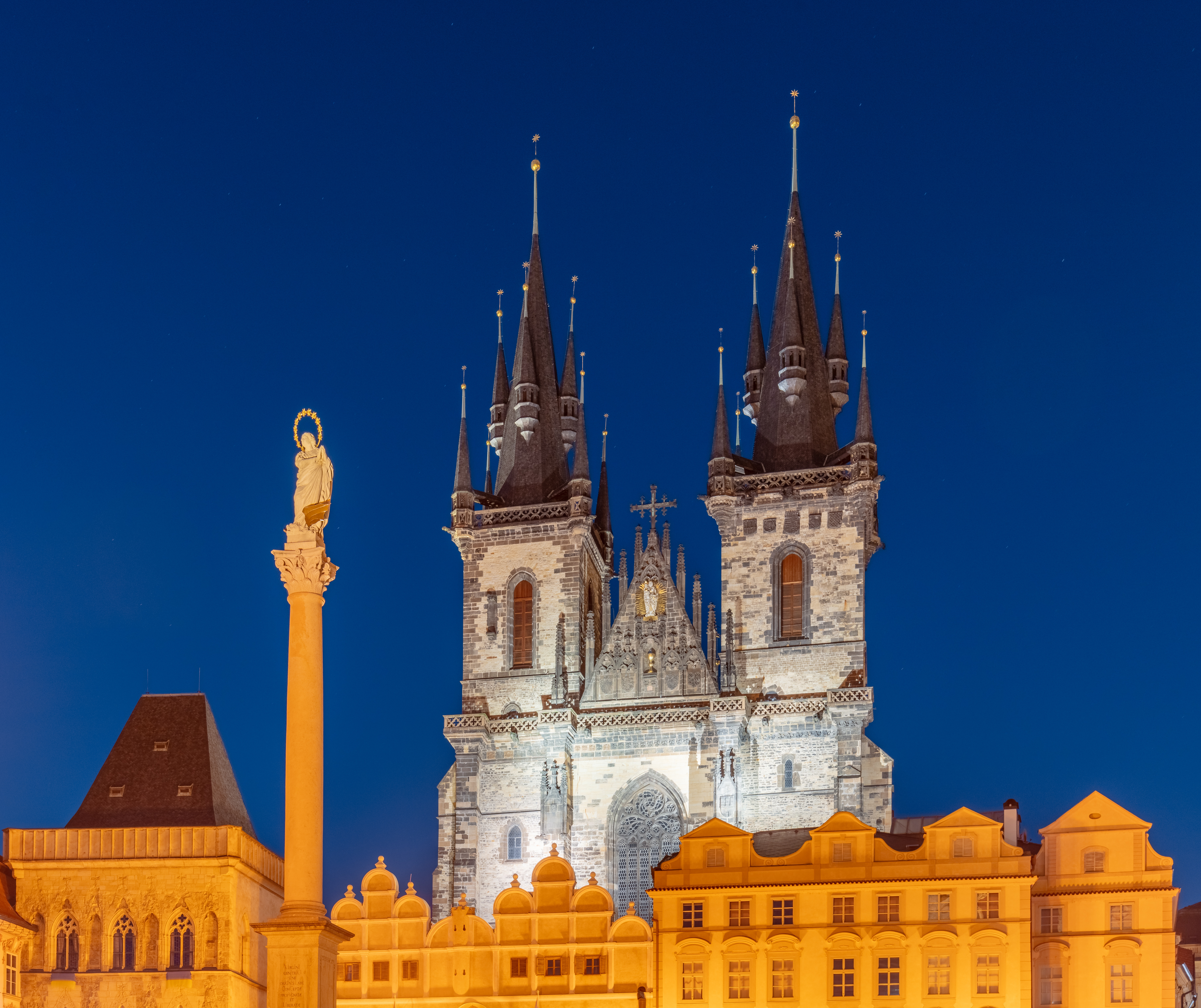
Église Notre-Dame du Týn, façade urbaine. Juillet 2022.

Pour les articles homonymes, voir Église Notre-Dame et Notre-Dame.
L'église Notre-Dame du Týn (en tchèque : Chrám Panny Marie před Týnem) est une église de Prague, qui domine la place de la Vieille-Ville, face à l'École Týn, avec des clochers de 80 mètres de hauteur. L'église gothique a été un des symboles de la lutte entre catholiques et protestants en Bohême.

## Histoire
Remplaçant une ancienne église romane du IVe siècle, présente jusqu'en 1256, cette église gothique a été réalisé à partir de 1380 par l'atelier de Peter Parler selon les plans de l'architecte français Mathieu d'Arras, sous le règne de Venceslas de Luxembourg. Jean de Rokycany y est élu archevêque de l'Église hussite en 1427.
La toiture est achevée en 1450, sous le règne de Georges de Bohême, et les clochers en 1511 par l'architecte tchèque Matěj Rejsek. Le fronton date de 1436. Sur le pignon est représenté un calice en or, un symbole hussite qui faisait de cette église un lieu important pour la religion pendant le mouvement hussite.
En 1626, après la bataille de la Montagne-Blanche, l'église passe dans le giron catholique, et les sculptures de Georges de Podebrady ainsi que le calice sont enlevés, remplacés par une représentation de la Vierge. En 1626, la foudre endommage fortement la voûte, qui est remplacée, mais dans le style baroque. Ce style marque désormais entièrement l'intérieur de l'église. Une restauration de l'extérieur est entreprise à la fin du XVIIIe siècle, et une autre entre 1973 et 1995. Une restauration partielle de l'intérieur est actuellement en cours.

## Légendes
Comme pour de nombreux monuments historiques à Prague, Notre-Dame du Týn est aussi liée à certaines légendes. Une légende parle d'une petite cloche dans les clochers de l'église. Celle-ci évoque le souvenir d'une employée de maison, qui fut étranglée par son maître pris d'un accès de colère alors même que la cloche de l'église du Týn sonnait. La jeune fille se mit à genoux et pria afin que quelqu'un lui vînt en aide. La servante fut sauvée, mais au vu de l'attitude de la société envers les femmes à cette époque, le juge la déclara coupable. Mais à ce moment, chacune des cloches se fit entendre dans la conscience de la jeune fille, si bien qu'elle donna à l’église du Týn une petite cloche en la mémoire de toutes les servantes. Enfin, elle offrit la totalité de ses pauvres biens et entra au monastère. 
Les légendes liées à l'église du Týn circulaient largement parmi la population. Beaucoup ne sont pas plus vraisemblables que des fables inventées par les guides touristiques. Il est par exemple possible d'écouter la petite histoire du sonneur de cloche, qui à dos de cheval se présente à la tour. Tout d'abord, il arrive à la balustrade par l'étroite tour nord, qu'il traverse pour atteindre l'entrée de la tour sud. Le cheval aurait été ensuite attaché dans la galerie supérieure, le cas échéant à quelques coins d'une tour afin qu'en cas de pluie, l'animal ne soit pas effrayé par le tintement des cloches. Il est évident que cela relève de la fable, faisant manifestement référence au minaret de Séville (Giralda), où se trouvent réellement des escaliers bordés de rampes, pour quiconque souhaite en effet atteindre le sommet de la tour à cheval.

## Informations complémentaires
Elle doit son nom à une place anciennement fortifiée nommée Týnský dvůr ou Ungelt (cs) située à proximité et qui accueillait des marchands étrangers. Historiquement, « týn (cs) » désignait au Moyen Âge un lieu fortifié. On retrouve ce nom dans celui du village de Týn nad Vltavou.
L'astronome danois Tycho Brahe, qui fut au service de l'empereur Rudolph II, fut enterré dans l'église en 1601. Certaines peintures de l'autel sont l’œuvre du maître Karel Škréta. Une légende veut qu'une des fenêtres de l'écrivain tchèque de langue allemande Franz Kafka ait donné directement sur le chœur de l'église.